# Nike Air Max

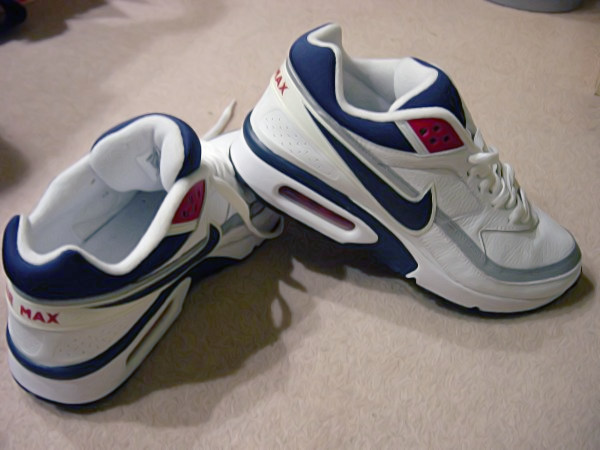
La Air Max IV/Air Max 91; hoy nota como Air Max BW, el zapato Air Max más vendido de todos los tiempos

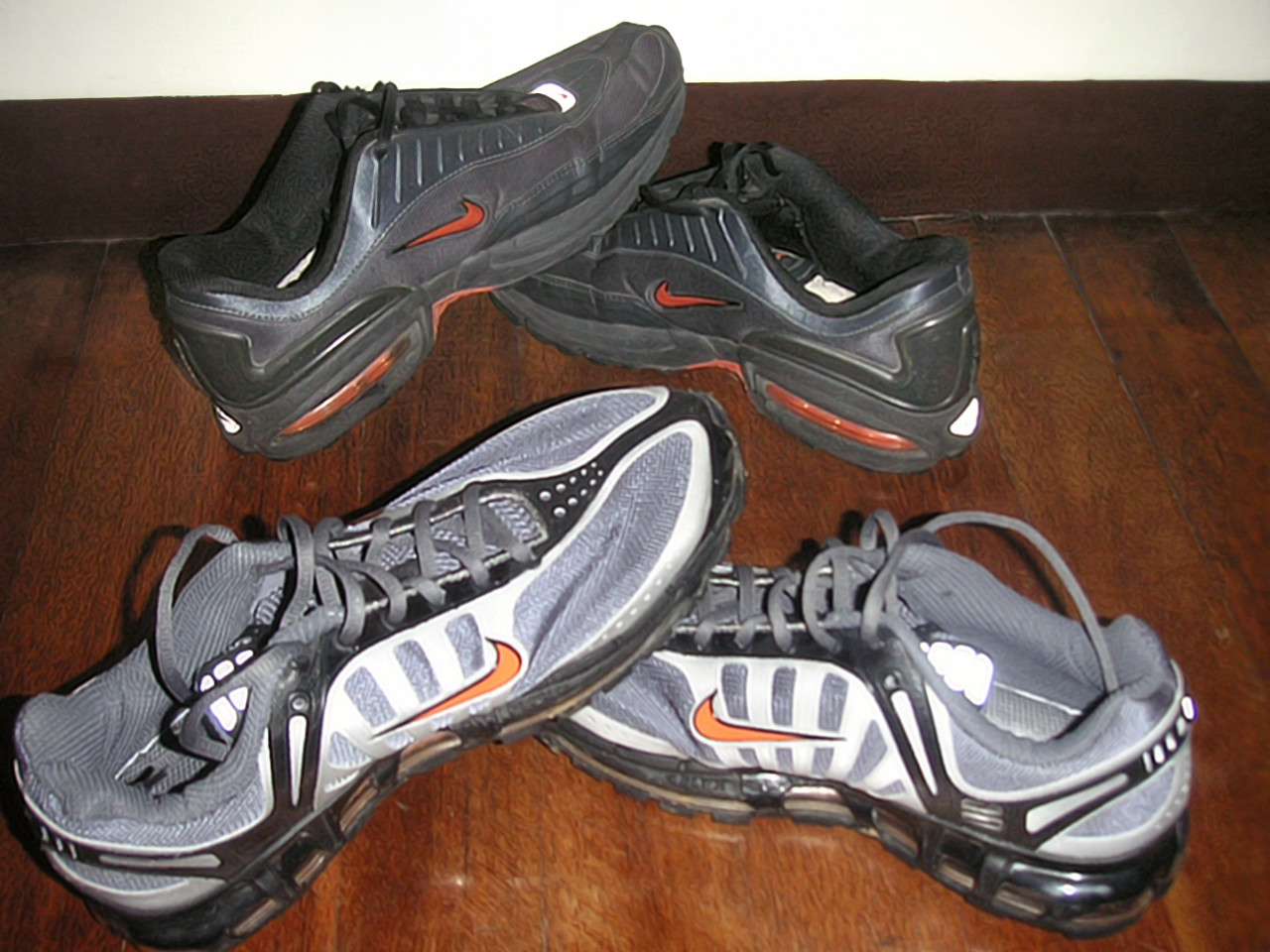
Dos Air Max, 2003, 2006

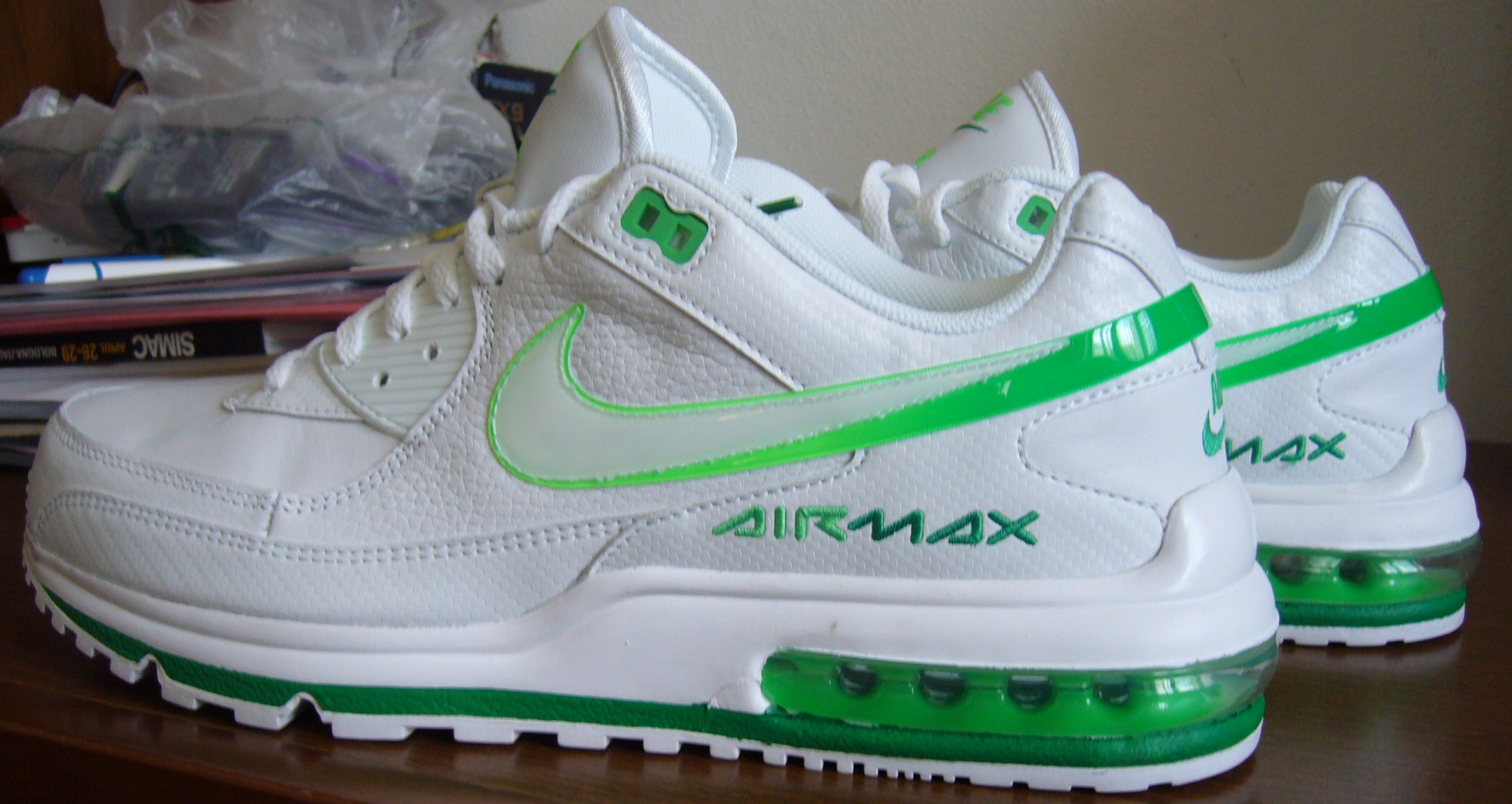
Un par de Air Max LTD 2 de color verde

Las Nike Air Max son zapatos producidos por la sociedad estadounidense de vestimenta y accesorios  Nike en el 1987 como primeros modelos de la Tecnología Air Visible.

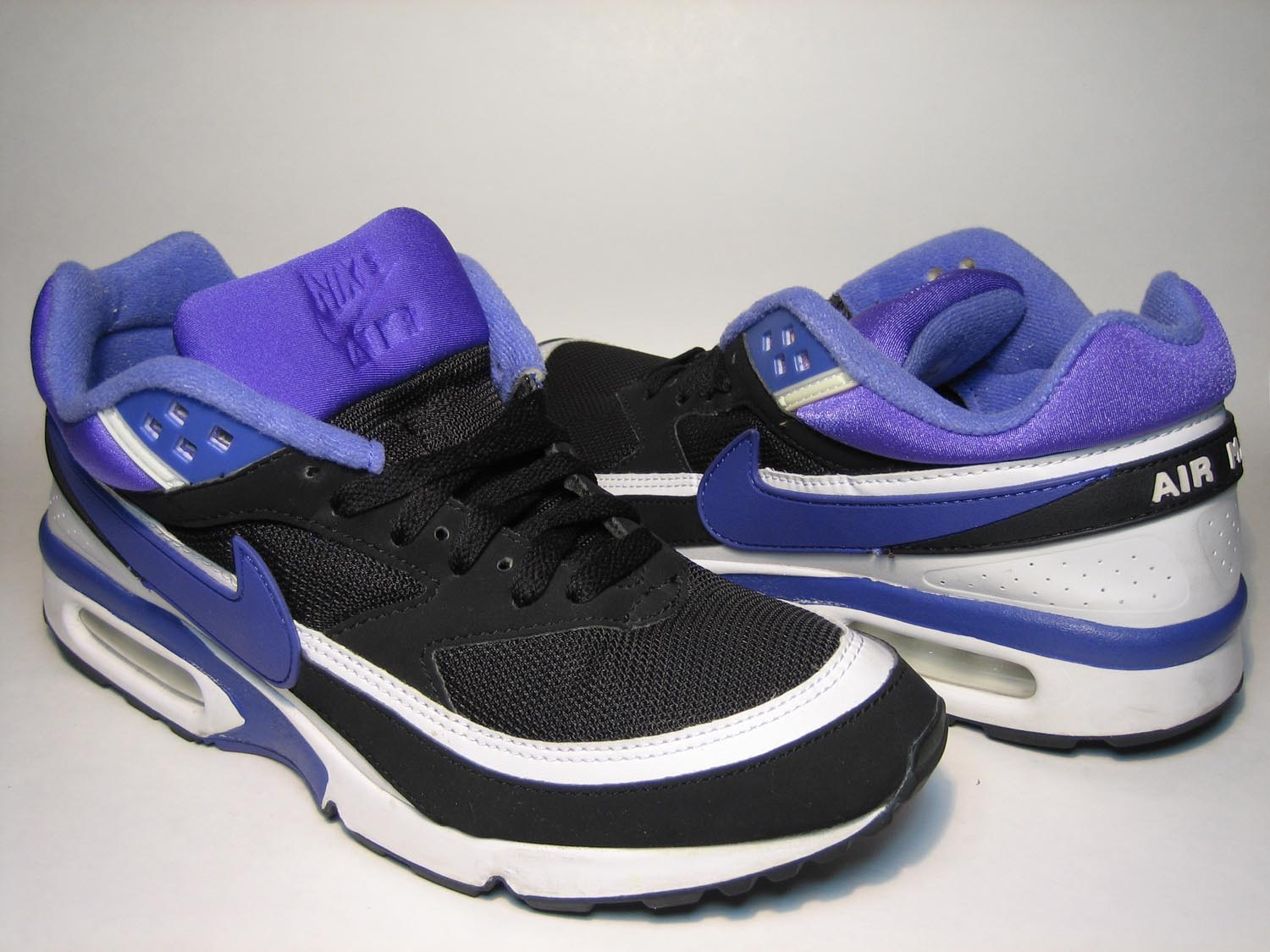
La Air Max BW o IV color Persian Violet.

Los zapatos Nike Air Max utilizan un ancho cojinete de aire puesto sobre el talón y visible de lado de la entresuela para la mayoría de los modelos. Particularmente famosos (en orden cronológico y para como han estado publicitados) son los siguientes:
- Air Max I 1987
- Air Max II (conocidas como Air Max Light) 1989
- Air Max III (conocidas como Air Max 90) 1990
- Air Max IV (conocidas como Air Max BW o Air Max Classic) 1991
- Air 180 1991
- Air Max 93 1993
- Air Max Burst 1994
- Air Max 94 1994
- Air Max² 1994
- Air Max 95 1995
- Air Max 96 1996
- Air Max 96 II 1997
- Air Max 97 1997
- Air Max Plus 1998
- Air Max 98 1998
- Air Max Deluxe 1999
- Air Max 2000 2000
- Air Max 2001 2001
- Air Max 2002 2002
- Air Max 2003 2003
- Air Max 2004 2004
- Air Max Solas 2005
- Air Max 360 2006
- Air Max 360 II 2007
- Air Max 360 III 2008
- Air Max 2009 2009
- Air Max Skyline
- Air Max LTD
- Air Max LTD 2
- Air Max+ 2013
- Air Max Flyknit 2014
- Air Max 2015
- Air Max Zero 2015
- Air Max 2016
- Air Max 2017
- Air Max 270  2018
- Air Max 720  2019
- Air Max 200 2019
- Air Max 2090 2020
- Air Max 2021 2021
- Air Max TW 2022
- Air Max Scorpion 2022
- Air Max Pulse 2023
- Air Max DN 2024

Corría el año 1987, precisamente el 26 marzo, cuando Mark Parker y Tinker Hatfield dieron vida a un zapato que revolucionó totalmente el mundo del footwear y que se insertó prepotentemente también en la cultura poblar americana (y no): la Nike Air Max 1.
Fue el primer zapato de gimnasia a presentar una cámara de aire visible, revolucionando el concepto de "Air".
El modelo del 1993 fue el primero a tener el inserto Air completamente visible en el talón y también en el retro del zapato, no sólo a los lados. El modelo del 1995 fue el primero a tener el inserto Air visible también en la planta del pie mientras en aquello del 1997 se utilizó por primera vez un único cojinete de aire en toda el zapato.
La canción de los Beatles "Revolution" ha sido usada para acompañar el anuncio publicitario televisivo de las Air Max. Por la prima y única vez una canción de los Beatles se utilizó para un anuncio televisivo.
Las Air Max Silver fueron las primeras sneakers a proyectar Nike fuera del campo del entrenamiento y directamente en el mundo de la moda. 
El icónico diseño de las Silver, encantador, original y de vanguardia, es seguramente lo que consagró el éxito. De hecho el intento de la Nike era lo de proponer unos zapatos dinámicos, cómodos y confortables, que garantizara perfecta rapidez en los movimientos. Las Air Max 97 son también sneakers entre las más resistentes que siempre gracias a la tomaia en mesh, a los insertos en piel sintética y a la suola en goma antideslizante-
Su valor se encuentra también simplemente como zapatos para el tiempo libre gracias a la unión de confort y diseños únicos. Aunque su popularidad está disminuida en el tiempo, queda todavía hoy muy apreciada entre los jóvenes. Este modelo, acogido inicialmente con escepticismo a causa d lal gamuza, el alto precio de venta y los colores al neon, comenzó a ser amado sobre todo fuera de los Estados Unidos y sólo sucesivamente en el mismo país de nacimiento.
El Air Max IV, además de ser el modelo más vendido, se han difundido como un accesorio de ropa entre los aficionados a la música gabber.
Existen diferentes sistemas y modelos de amortización Air Max: las “Air Max 2”, privadas de foros en el cojinete de aire pero a alta presión; el “Tube air”, constituido por pequeños aros en el intersuola del zapato; el “Total Air”, otro término para indicar el sistema extendido de cojinete sobre toda la planta del zapato; el “Tuned Air”, sistema constituido de únicas cáscaras orientados hacia zonas diferentes del pie. Desde los años 90 el inserto air es visible también del fondo del zapato a bajo perfil con la introducción del “Zoom air” (aunque porciones más pequeñas de cojinetes eran ya visible en los fondos de otros modelos Air Max).
A pesar de que las Air Max sean nacidas y queden siempre zapatos de running, el sistema de amortización ha sido utilizado para la creación de modelos para cada tipo de deporte: Basketball (por ejemplo las "Air Max Uptempo"), Cross Training, Golf, Tenis.

## Air Max 95
El diseño de las Air Max 95 se inspira y coge como modelo el cuerpo humano: la entresuela parece a una columna vertebral y la tela representaría la piel. Los revendedores eran inicialmente reacios a la compra de este modelo de alta tecnología siendo extremadamente caro. De hecho fue el primer modelo a tener un precio de venta superior a las 100 libras en la cadena de tiendas británicas JD Sports. En el mundo de los Chavs están conocidas simplemente como “one ten” propio para el cartellino £ 109.99. Han vuelto muy populares entre los Chavs como zapatos de culto. A causa de su popularidad han sido, en cambio, objeto de muchas imitaciones y vendidas sobre el web a precios notablemente inferiores. Además de una reciente base de datos de la polizia americana, se nota que las calzature preferidas por los criminales son las Nike Air Max 95.

## Air Max 360
En enero de 2006 Nike ha lanzado el nuevo modelo Air Max 360, un nuevo zapato con un diseño que presenta el cojinete visible a 360 grados.
En septiembre de 2006, Nike presenta el paquete Especial "one time only pack" que fundió las 360 con 3 otros clásicos modelos de Air Max: las Air Max 90, las Air Max 95 y las Air Max 97. En esta edición especial, la intersuola revolucionaria de las 360 va a sustituir aquella tradicional de los tres modelos clásicos. Los zapatos se producen en tres colores: rojo para las Air Max 90, verde-amarillo para las Air Max 95 y gris-plata para las 97.

## Otros proyectas
- Wikimedia Commons contiene immagini o altri file su Nike Air Max